# Francescas
Francescas este o comună în departamentul Lot-et-Garonne din sud-vestul Franței. În 2009 avea o populație de 698 de locuitori.

## Evoluția populației
| An        | 1975 | 1982 | 1990 | 1999 | 2006 | 2009 |
| --------- | ---- | ---- | ---- | ---- | ---- | ---- |
| Populație | 601  | 601  | 625  | 714  | 725  | 698  |